# Saison 6 de New York, section criminelle
Chronologie
Saison 5 Saison 7
Cet article présente la sixième saison de la série policière New York, section criminelle.

## Synopsis de la saison
Cette série met en scène une unité d'élite chargée d'enquêter sur des meurtres extrêmement violents en cernant la psychologie des meurtriers.

## Distribution

### Acteurs principaux
Équipe A
- Vincent D'Onofrio : inspecteur Robert Goren
- Kathryn Erbe : inspecteur Alexandra Eames

Équipe B
- Chris Noth : inspecteur Mike Logan
- Kathryn Erbe : inspecteur Alexandra Eames (saison 6 épisode 22 - invitée spéciale suite suspension de Mike Logan)
- Julianne Nicholson : inspecteur Megan Wheeler

Capitaine
- Eric Bogosian : capitaine Danny Ross

### Acteurs récurrents
- Leslie Hendrix (en) (VF : Francine Laine puis Françoise Pavy) : Dr Elizabeth Rodgers, médecin légiste en chef
- Theresa Randle : Assistant District Attorney Patricia Kent
- Geneva Carr : Faith Yancy, reporter
- Tony Goldwyn : Frank Goren
- Bridget Regan : Assistant District Attorney Claudia Shankly, substitut du procureur
- Neal Jones : Bradshaw, chef des inspecteurs

## Liste des épisodes

### Épisode 1:L'Affaire d'une vie
- États-Unis : 19 septembre 2006 sur NBC
- France : 5 janvier 2008 sur TF1

- États-Unis : 11.57 M

- Rony Clanton (Serveur)
- Carmine Famiglietti (Client du Whiny)
- John Glover (Dr Declan Gage)
- Steve Hamm (Officier Farrell)
- Cooper Hudson (Inspecteur Jefferies)
- Poorna Jagannathan (Dr Singh)
- Ana Maria Jomolca (Jocelyn Bart)
- Julienne Hanzelka Kim (Amanda Hsin)
- Carlos Leon (Enrique)
- Martha Plimpton (Jo Gage)
- Jana Robbins (Ambassadrice Conington)
- Abby Royle (Heidi Conington)
- Kristina Valada-Viars (Jenna Shea)
- Lanette Ware (Inspecteur Bea Massey)

### Épisode 2:Le Grand amour
- États-Unis : 26 septembre 2006 sur NBC
- France : 5 janvier 2008 sur TF1

- États-Unis : 10.61 M

- Claire Beckman (Suzette)
- Anne Dudek (Danielle McCaskin)
- Jack Koenig (Avocat de M. McCaskin)
- Jonathan LaPaglia (Jack McCaskin)
- Theresa Randle (Assistante du procureur Kent)
- Anton Yelchin (Keith Tyler)

### Épisode 3:L'Irresponsable
- États-Unis : 3 octobre 2006 sur NBC
- France : 12 janvier 2008 sur TF1

- États-Unis : 12.18 M

- Blythe Auffarth (Nicole Johnson)
- Chris Henry Coffey (Hobart)
- Signy Coleman (Joyce Wiznesky)
- John Driscoll (Dean Howard)
- Melissa Dye (Journaliste #1)
- Bob Gaynor (Journaliste #4)
- Traci Godfrey (Inspecteur Farley)
- Joel Gretsch (Jason Raines)
- Samantha Hahn (Ashley Gardela)
- Adam LaVorgna (Brian Murphy)
- Matt Mulhern (Officier Sajak)
- Tracey Paleo (Journaliste #3)
- Mackenzie Joe Pardi (Emily Wiznesky)
- James Lloyd Reynolds (Journaliste #2)
- Brooke Shields (Kelly Sloane-Raines)
- Baron Vaughn (Amos)
- David Warshofsky (Officier Ray Wiznesky)

### Épisode 4:Le Secret
- États-Unis : 10 octobre 2006 sur NBC
- France : 12 janvier 2008 sur TF1

- États-Unis : 11.47 M

- T.J. Allen (James Decker)
- Neal Benari (Owens)
- Rosalyn Coleman (Mme Thomson)
- Robert Scott Daye (Chantuse)
- Brendan Griffin (Mikey)
- Rodney Henry (Ty Thomson)
- Kaitlin Hopkins (Mme Hoffman)
- Neal Jones (Chef des inspecteurs Bradshaw)
- Chance Kelly (Charlie Hugo)
- Julito McCullum (Darnell Thomson)
- Geoffrey Nauffts (Brendan Keele)
- Dennis Paladino (Inspecteur Steve Grubman)
- Jason Pendergraft (Ian Duffy)
- Nina Siemaszko (Claudia Duffy)
- Rocco Sisto (Commissaire de Police Fahey)
- Clayton Dean Smith (Phillip Geraldson)
- Zach Wegner (Sean)

### Épisode 5:Les Belles-sœurs
- États-Unis : 17 octobre 2006 sur NBC
- France : 19 janvier 2008 sur TF1

- États-Unis : 10.99 M

- Ricky Aiello (Mac McGregor)
- Turron Kofi Alleyne (Ambulancier)
- Lorri Bagley (Lila Gibbs)
- Missy Crider (Charlene Copeland)
- Seamus Davey-Fitzpatrick (Henry Copeland)
- Paul Fitzgerald (Ted Copeland)
- David Greenspan (Ari Kern)
- James Hindman (Reynolds)
- Philip Hoffman (Don Planko)
- Will Kempe (Dr Adlai Copeland)
- Julie Fain Lawrence (Dr Annette French)
- Lou Martini Jr. (Inspecteur Yaro)
- Carrie Preston (Lena Copeland)
- Maximillian Sherer (Jeffrey Copeland)
- Rip Torn (Jules Copeland)
- James Villemaire (August Ferrero)
- Craig Wroe (Deke Fellows)

### Épisode 6:Mort d'une petite icône
- États-Unis : 31 octobre 2006 sur NBC
- France : 26 janvier 2008 sur TF1

- États-Unis : 8.47 M

- Catherine Curtin (Jenna Switzer)
- Dashiell Eaves (Jamie Royce)
- Andrew Halliday (Journaliste de Londres)
- Bill Irwin (Nate Royce)
- Matt McGrath (Simon Henry Fife)
- Liza Minnelli (Bethany Harner)
- Sean Patrick Monahan (Jamie Royce jeune)
- Bridget Regan (Assistante du procureur Shankly)
- Kristin Rohde (Linda Bonnardi)
- Jay Russell (Marvin Sheppard)
- Kayla Vanderbilt (Amberleigh Harner)
- Tara Westwood (Jenny)
- Doug Yasuda (Journaliste japonais)

### Épisode 7:Si j'étais chanteur
- États-Unis : 7 novembre 2006 sur NBC
- France : 19 janvier 2008 sur TF1

- États-Unis : 7.39 M

- Jermaine Brown (Danceur #4)
- Luther Creek (Curtis Gold)
- Griffin Dunne (Seamus Flaherty)
- Ricardo Sonny Figueroa (Dancer #5)
- Karen Goberman (Brook St Clair)
- Joe Gonzalez (Inspecteur Petey)
- Luam Keflezgy (Danceur #2)
- Allison McAtee (Carrie)
- Joanna Numata (Danceuse #3)
- Ashley Pierson (Danceur #1)
- Nancy Turano (Chorégraphe)
- Harmon Walsh (Brad)
- C.J. Wilson (Jeff)

### Épisode 8:État de guerre
- États-Unis : 14 novembre 2006 sur NBC
- France : 2 février 2008 sur TF1

- États-Unis : 9.14 M

- Alice Barden (Nancy Ross)
- Michael Biehn (Leland Dockerty)
- Hudson Cooper (Inspecteur Jefferies)
- Fran Drescher (Elaine Dockerty)
- Jill Flint (Trisha)
- Betty Gilpin (Amanda Dockerty)
- Haskell King (Sean McCourt)
- Jaime McAdams (Ashton Rorick)
- Shane McRae (Wesley Burkhartz)
- Rita Moreno (Frances Goren)
- Adepero Oduye (Jackie)
- Jonathan Peck (Chef Thibodeaux)
- Ivan Quintanilla (Carlos "Carl" Ruiz)
- Rocco Sisto (Fahey)
- Katie Walter (Cadet)
- Stacey Yen (Dr Sylvia Chen)

### Épisode 9:Dans l'oubli
- États-Unis : 21 novembre 2006 sur NBC
- France : 1er mars 2008 sur TF1

- États-Unis : 9.26 M

- Christine Danelson (Rachel)
- Yevgeny Dekhtyar (Bert)
- Abigail Forman (Caryn)
- Nicholas J. Giangiulio (Joey)
- Traci Godfrey (Inspecteur Agnes Farley)
- Dee Hoty (Lucinda Stevens)
- Maxwell Huffman (Sam)
- Matt Keeslar (Willie Tunis)
- Mark La Mura (Bergmann)
- Masiela Lusha (Mira)
- Babs Olusanmokun (Chibueze)
- Daniel Oreskes (Inspecteur Zim Flamur)
- Stivi Paskoski (Ditmir Minojilj)
- Nikola Shkreli (Tommy)
- Adam Stein (Eddie Hastings)
- Mark Anthony Vazquez (Agent Delgado)
- Noah Weisberg (Alvin "Skater" Stevens)

### Épisode 10:Sauvez Willow!
- États-Unis : 28 novembre 2006 sur NBC
- France : 2 février 2008 sur TF1

- États-Unis : 9.76 M

- Pedro Pascal (Reggie Luckman)
- Chet Carlin (Frank Tyler)
- Aya Cash (Lori)
- Michael Goduti (Holden Foster)
- Clifford Endo Gulibert (Bob)
- Neal Jones (Chef des inspecteurs Bradshaw)
- Larry King (Lui-même)
- Julie McNiven (Suzie Waller)
- Pat Murphy (Dawn Condor)
- Trevor Oswalt (Todd)
- Brian Slaten (M. Lore)
- Michelle Trachtenberg (Lisa Willow Tyler)
- Kate Weiman (Jean Tyler)
- Nance Williamson (Rosalie Palmer)
- John Wu (Miles)

### Épisode 11:Entre deux mondes
- États-Unis : 2 janvier 2007 sur NBC
- France : 9 février 2008 sur TF1

- États-Unis : 13.38 M

- Erick Avari (Kazi Hasni)
- Jared Burke (Billy)
- Jason Cerbone (Rudy Ventano)
- Esther K. Chae (Miss Kim)
- Samrat Chakrabarti (Tariq Amir)
- Patti D'Arbanville (Cecilia Ventano)
- Romi Dias (Lolly)
- Daniel Dugan (Nate)
- Rubén Flores (Homme mexican #1)
- Anitha Ghandi (Dr Patel)
- Joe Gonzalez (Inspecteur Petey)
- Mahira Kakkar (Meena Hasni)
- Sarah Kozinn (Emily Williams)
- David Kremenitzer (Benny)
- J. Salome Martinez (Carlos)
- Maulik Pancholy (Dani Hasni)
- Meera Simhan (Safia Hasni)
- DeWanda Wise (Angela)

### Épisode 12:Fin de lignée
- États-Unis : 9 janvier 2007 sur NBC
- France : 7 janvier 2009 sur TF1

- États-Unis : 11.78 M

- Beth Dixon (Bridie)
- Traci Godfrey (Inspecteur Agnes Farley)
- Jeff Gurner (Johnson)
- Michael Hollick (Barry Epstein)
- Richard Kind (Ernest Harrington)
- Dane Knell (Kyle Finch Senior)
- Margaret Laney (Isabel Harrington)
- D.W. Moffett (Grant Harrington)
- Kate Nowlin (Katharine)
- Meghan Rafferty (Amy)
- Eileen Rivera (Helena Arcenas)
- Doris Roberts (Virginia Harrington)
- Jeff Skowron (Kyle Finch Junior)
- Kay Story (Cheryl Harrington)
- Kenneth Tigar (Terrence Winthrop)
- Lisa Velten Smith (Mlle Paterson)
- John Walton (Willem Vanderhoeven)

### Épisode 13:Le Duel
- États-Unis : 6 février 2007 sur NBC
- France : 16 février 2008 sur TF1

- États-Unis : 8.81 M

- Jeanine Bartel (Maisy)
- Monte Bezell (Manny)
- Donna Murphy (Maureen Pagolis)
- Xander Berkeley (George Pagolis)
- Kris Eivers (Floyd)
- Mike Colter (Dave Oldren)
- Lynn Adrianna Freedman (agent de la police scientifique Mike)
- Mike Massimino (Officier du tribunal)
- Zach Poole (Davis)
- Jenny Powers (Valerie Dickson)
- John Rue (M. Taylor)
- Angela Schworer (Ariel Kingsberg)
- Jeff Ware (Williams Few)

### Épisode 14:Motus et Bouche cousue
- États-Unis : 13 février 2007 sur NBC
- France : 16 février 2008 sur TF1

- États-Unis : 8.50 M

- Stephanie Berry (Stella Williams)
- Alex Burns (Tommy Marconi)
- Aunjanue Ellis (Carmen Riviera)
- Omar Evans (Bobby Boyd)
- Fab Five Freddy (Terence "Fulla T." Smith)
- Suzette Gunn (Norma"Nightshade Robbins)
- LaShawn T. Jeffries (Tami)
- Sienna Jeffries (Drea)
- Kirk 'Sticky Fingaz' Jones (Inspecteur Harry Williams)
- Neal Jones (Chef des inspecteurs Bradshaw)
- Joseph Latimore (Agent Ron Vann)
- Kevin Loomis (Capitaine Sebellis)
- Kelvin McGrue (Le barman)
- Squeaky Moore (La mère)
- Rydell Rollins (L'enfant)
- Yolonda Ross (Patricia)
- Andre Royo (Luther Pinkston)
- Anna Simpson (Callie)
- Bokeem Woodbine (Gordon "G-Man" Thomas)

### Épisode 15:Leurs Vies secrètes
- États-Unis : 20 février 2007 sur NBC
- France : 1er mars 2008 sur TF1

- États-Unis : 9.39 M

- Tom Arnold (Révérend Calvin Riggins)
- Rozie Bacchi (Rosie)
- Teagle F. Bougere (Dr Sylvestre)
- Todd Buonopane (Jimmy Corliss Jr)
- Judith Delgado (Alimina S. Perez)
- Tony Goldwyn (Frank Goren)
- Curt Hostetter (M. Lazard)
- Brian Letscher (Diego)
- Chris Lindsay-Abaire (Marjorie Riggins)
- Rita Moreno (Frances Goren)
- Reg Rogers (Dr James Corliss)
- Ron Simons (Sergent Rapp)
- Colleen Werthmann (Doreen)

### Épisode 16:Derniers jours
- États-Unis : 27 février 2007 sur NBC
- France : 23 février 2008 sur TF1

- États-Unis : 9.26 M

- Chris Bauer (Capitaine Murtaugh)
- Stephen Beach (Nick Flanders)
- Hudson Cooper (Inspecteur Jefferies)
- Ned Eisenberg (Artie Ableson)
- Bruce Faulk (Policier de l'aéroport)
- Maria Helan (Yolanda Septima)
- Richard Hirschfield (Inspecteur Riche)
- Linda Larkin (Miriam Lemle)
- Raymond Jaramillo McLeod (Yuri Kerensky)
- Anna Renee Moore (Sarah Myers)
- Edwin Sean Patterson (Leo Brezner / Andreas Mirko)
- Lucas Savage (Kenny Lemle)
- Kristen Schaal (Alana Binder)
- Kathy Searle (L'infirmière)
- Miriam Shor (Rebecca Slater)
- Nick Sullivan (Dr Foster)
- Lee Tergesen (Josh Lemle)
- John Leonard Thompson (Dr Anderson)

### Épisode 17:Les Cartes en main
- États-Unis : 27 mars 2007 sur NBC
- France : 10 mai 2010 sur TF1

- États-Unis : 8.85 M

- Richie Allan (Maurice)
- Bruce Birns (M. Randall)
- Richard D. Busser (Le mécanicien)
- Kevin T. Collins (Renard Fox)
- Paul Diomede (Victor Venini Jr)
- John Dossett (Juge Nicholas Fenner Sr)
- Griffin Dunne (Seamus Flaherty)
- Rick Gifford (Steve Heller)
- Seth Gilliam (Inspecteur Daniels)
- William Hill (Pete Wheeler)
- Christian Hoff (Thomas M. Grady jr)
- Eugene Jones (Colin Wilcox)
- Joe Maruzzo (Hector)
- Paul O'Brien (Bobby Grey)
- Cedric Sanders ("Twitch" Tryman)
- Daniel Stewart Sherman (Willie Faldo)
- Samuel Smith (Calvin "Apokalypto" Liscomb )
- Michael Stahl-David (Riordan Grady)
- Kim Sykes (Margaret Wilcox)
- Brandon Thane Wilson (Jacob Fenner)
- Savannah Wise (Daphne Seger)
- Rob Yang (Eddie Choi)
- Harris Yulin (Thomas M. Grady Sr)

### Épisode 18:Le Monde du silence
- États-Unis : 3 avril 2007 sur NBC
- France : 8 mars 2008 sur TF1

- États-Unis : 7.14 M

- Bill O'Brien (inspecteur Peter Lyons)
- Alexandria Wailes (Malia)
- Garrett Zuercher (Tommy Kellerman)
- Bridget Regan (Claudia Shankly)
- Deanne Bray (Dean Price)
- Timothy Carhart (Dr Strauss)
- Darren Frazier (Larry Forseca)
- Raynor Scheine (Antonio)
- Josh Heine (Jared)
- Howard W. Overshown (inspecteur Ozzie Rivera)
- Darren Mathias (Orlando)
- Jon Ecklund (Daniel Price)
- Jack MacGruder (Dr Jack Mallory)
- Michael Quinlan (Ron Barrett)
- Lynda Gravatt (Juge Tamara Kingston)

### Épisode 19:Question de7eciel
- États-Unis : 1er mai 2007 sur NBC
- France : 7 janvier 2009 sur TF1

- États-Unis : 7.36 M

- Peter Bradbury (Craig)
- Charissa Chamorro (Sandy Delgado)
- Michael Cumpsty (Shafer)
- Tate Donovan (Commandant Luke Nelson)
- Sarah Ireland (Holmes)
- Ty Jones (Matthew Shaw)
- Ed Moran (Fahey)
- Pat Murphy (Dawn Condor)
- Amy Ryan (Edie Nelson)
- Kelly Sullivan (Lieutenant Jessica Hart)
- Lisa Velten Smith (Mle Paterson)

### Épisode 20:Lourd héritage
- États-Unis : 8 mai 2007 sur NBC
- France : 10 mai 2010 sur TF1

- États-Unis : 6.94 M

- Ashlie Atkinson (Lisa Williams)
- Peter Bogdanovich (George Merritt)
- Chris Henry Coffey (Hobart)
- Larissa Drekonja (Aleena Korshikova)
- Michael Ellison (Justin Holland)
- Ever Carradine (Jolene)
- Nicole LaLiberte (Starlet)
- Kahtleen Mealia (Lindsay)
- Kenny Morris (Therber)
- Kristy Swanson (Lorelai Mailer)
- David Cross (Ronnie Chase)

### Épisode 21:Fin de partie
- États-Unis : 14 mai 2007 sur NBC
- France : 15 mars 2008 sur TF1

- États-Unis : 7.20 M

- Kielsen Baker (Betty)
- Mario Corry (Le garde)
- Mark Linn-Baker  (Wally Stephens)
- Tony Goldwyn (Frank Goren)
- Gerrit Goossen (Peter)
- Benjamin Howes (Richard)
- Rita Moreno (Frances Goren)
- Roy Scheider (Mark Ford Brady)

- Cet épisode marque la dernière apparition de Rita Moreno (Frances Goren).
- Mark Linn-Baker reprend son rôle de l'épisode 14 de la saison 2 Prime à la mort en tant que meurtrier (maintenant détenu) Wally Stephens.

### Épisode 22:Double dames
- États-Unis : 21 mai 2007 sur NBC
- France : 22 mars 2008 sur TF1

- Kathryn Erbe (Inspecteur Alexandra Eames)
- Brooke Tansley (Patricia Trebay)
- Kelli Williams (Ollie Lauren / Kathleen Shaw)

- La meurtrière (par deux fois) de cet épisode est une étudiante en criminologie qui a écrit un article sur la tueuse en série féminine Nicole Wallace.
- Kathryn Erbe apparaît en tant que guest star.
- Julianne Nicholson part en congé de maternité. Elle est remplacée par Alicia Witt jusqu'au milieu de la septième saison.